# غولف

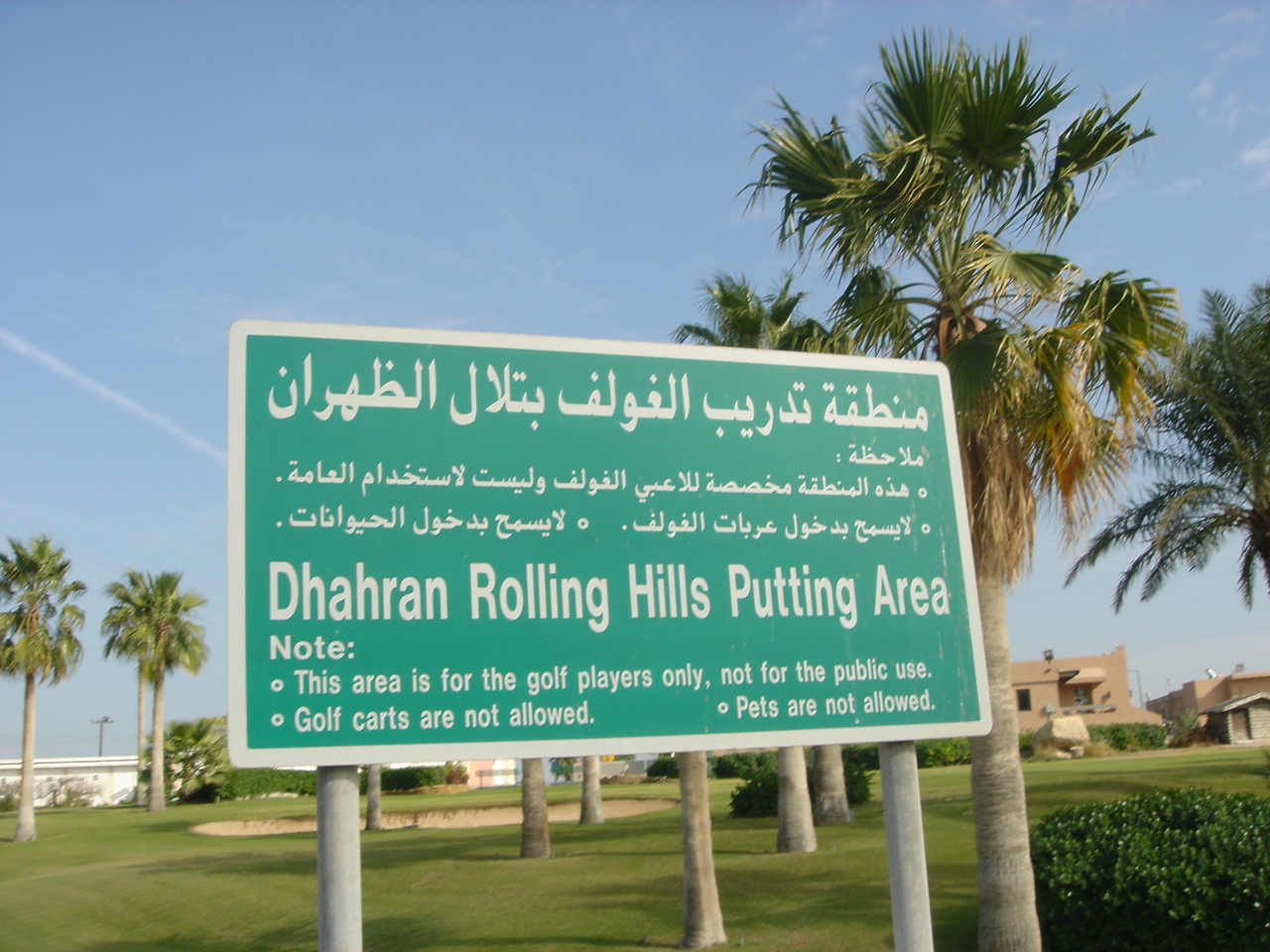
لافتة في أرض غولف بالظهران

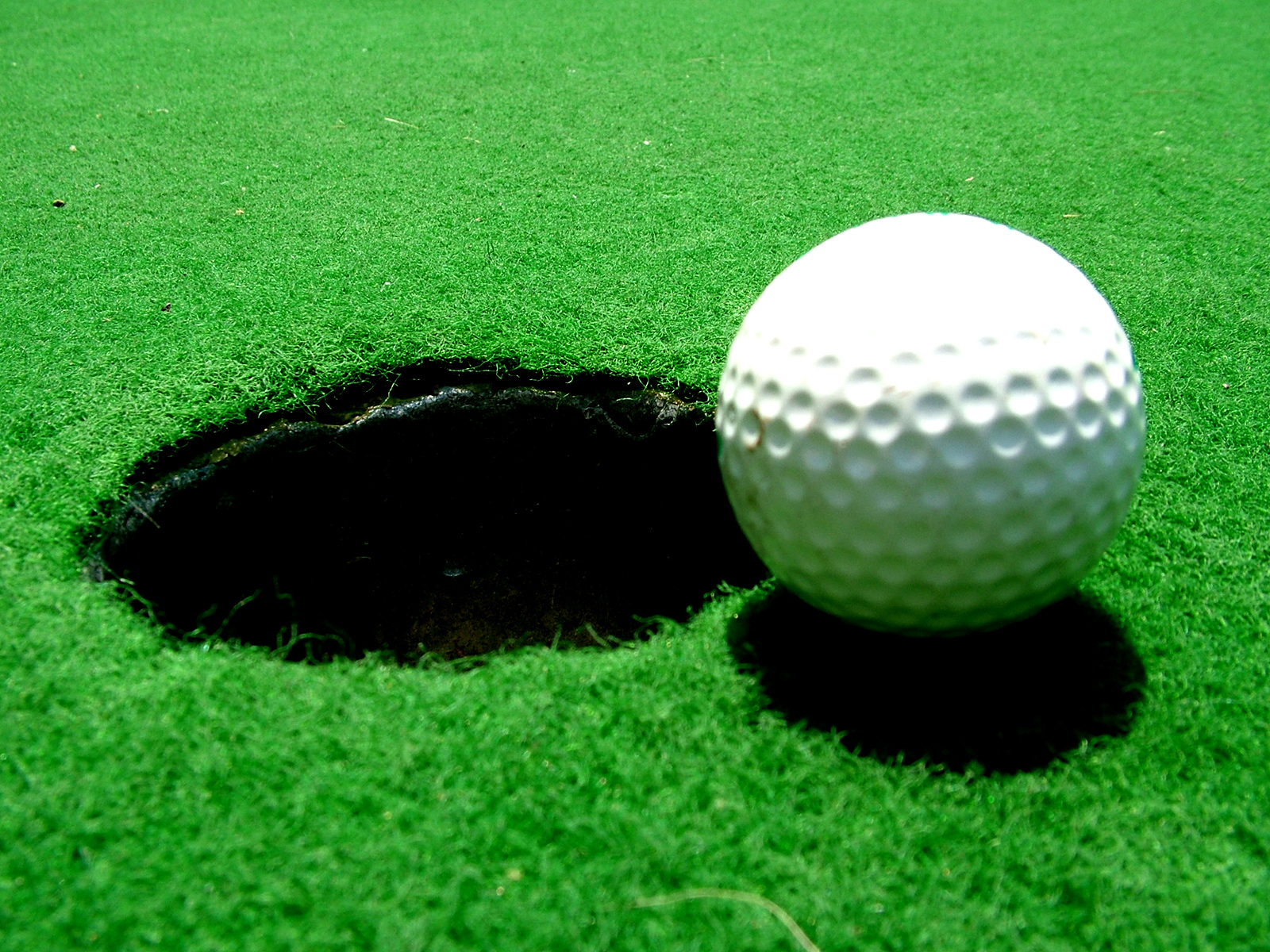
كرة الصولجان

الصَوْلَجَان (أو الجولْف أو الغولف أو الجُلْف في الترجمات الحرفية، من الإنجليزية: Golf - جيم غير معطشة) رياضة تمارس في الهواء الطلق على مساحات كبيرة من العشب تتخللها مرتفعات وحفر ضيقة ومجارٍ مائية. ويتراوح طول ملعب الجولف بين 3 و 7 كيلومترات على حسب عدد الحفر التي فيه ويبلغ عددها بين 9 و 18 حفرة ويجب إدخال كرة صغيرة داخلها باستخدام عصا تسمى ميجارا. وتعتبر اسكتلندا أول من اكتشف هذه اللعبة.

## طريقة اللعب
من أجل تحقيق ضربة طويلة غير عالية تستخدم عصي ذات رأس خشبي مختلفة حجم الرأس الخشبي في حين تستخدم عصي ذات رأس معدني ذي ميلان مختلف لتنفيذ الضربات التالية والقصيرة والعالية اللازمة لتجاوز العوائق، على اللاعب، عند ضرب الكرة، ان لم يتمكن من ادخالها في الحفرة من الضربة الأولى، أن يسير إلى النقطة التي وصلت إليها الكرة ويضرب ضربة ثانية وثالثة حتى ايصال الكرة إلى البقعة الخضراء التي تتوسطها الحفرة، التي عادة تؤشر بعلم. وعند وصول الكرة للمنطقة الخضراء يجب استخدام مضرب خاص ذي كتلة معدنية تصنع على الأغلب من مادة البراص (سبيكة نحاسية).

## كرة الجولف
لون كرة الجولف أبيض وأحمر وهي مصنوعة من المطاط القاسي. وتعتبر اسكتلندا الموطن الأصلي للعبة التي انتشرت منذ القرن الثامن عشر حيث أنشئ أول ناد وفي الولايات المتحدة الآن حوالي 9 آلاف حقل للجولف وفي فرنسا مائة فقط. وتقام في العالم مئات المباريات الدولية كل عام وأشهرها بطولة إنجلترا المفتوحة، بطولات وتايتلز. ويتصدر التصنيف الحالي للرجال الأمريكي تايجر وودز.

## ساحات الجولف فيالوطن العربي
- ساحات الجولف في كركوك في شركة نفط العراق والتي عرفت بعد تأميم النفط في العراق باسم شركة نفط الشمال، حيث تم عمل هذه الساحات في منطقة بابا كركر في منطقة طبيعية تتصف بتلالها وهضابها وجداولها نباتاتها واشجارها الطبيعية حيث جلب في أربعينيات القرن الماضي خبير من بريطانيا لتصميم ساحاتها الثماني عشرة.
- ساحات الجولف في البصرة في شركة نفط البصرة والتي عرفت بعد تأميم النفط في العراق باسم شركة نفط الجنوب وهي ساحات تصنيعة وتشكيلة وذلك لاتسام منطقة البصرة بأرضها المنبسطة وقد عملت هذه الساحات في خمسينيات القرن الماضي.
- ساحات الجولف في حديثة أو كما تعرف كذلك بك3 - K3 وهي إحدى محطات الضخ الرئيسية على خط أنابيب النفط العراقي السوري، وهذه الساحات بحفرها التسع ذات طبيعة رملية بحتة تتخللها هضاب وتلال صخرية وبعض الأشجار والنباتات الصحراوية المعمرة وقد صممها الإنجليز عند تنفيذهم لخط الأنابيب ومحطة الضخ في كي ثري كما يطلق عليها محليا وذلك لتسلية مهندسيهم وموظفيهم وتوفير بعض الأجواء المناسبة لهم في تلك البقاع الصحراوية.
- في قطر يوجد نادي الدوحة للجولف يحتوي على 18 حفرة وعلى 8 بحيرات صناعية [4]
- لتونس أماكن واسعة جدا لهذه الرياضة في مدينة الحمامات ونابل و في تونس و العديد من الأماكن الأخرى

- كادي (غولف)

## وصلات خارجية
- الاتحاد الدولي للجولف
- أخبار الجولف
- بطولة PGA
- الاتحاد الأمريكي للجولف
- الاتحاد القطري للجولف